# Irresistible (film)
Pour plus de détails, voir Fiche technique et Distribution.
Irresistible est un film australien réalisé par Ann Turner (en) et sorti en 2006.

## Synopsis
Une illustratrice de livre est convaincue que la séduisante collègue de son mari veut s'emparer de ses enfants et de sa vie, mais personne ne la croit et elle s'enfonce de plus en plus dans la paranoïa…

## Fiche technique
- Réalisation et scénario : Ann Turner (réalisatrice) (en)
- Musique : David Hirschfelder
- Décors : Kim Buddee
- Photographie : Martin McGrath
- Montage : Ken Sallows
- Production : Tatiana Kennedy et David Parker
- Pays de production :  Australie
- Langue originale : anglais
- Format : 1,85:1 - couleur
- Date de sortie : 
  - Australie : 12 octobre 2006

## Distribution
- Susan Sarandon (VF : Fabienne Loriaux) : Sophie Hartley
- Sam Neill : Craig Hartley
- Emily Blunt : Mara
- Charles 'Bud' Tingwell (en) : Sam
- William McInnes : Jimmy
- Georgie Parker : Jen
- Terry Norris : Magistrate
- Joanna Hunt-Prokhovnik : Elly
- Lauren Mikkor : Ruby
- Heather Mitchell (en) : Rina
- Jill Forster : Helen

## Autour du film
- Le film n'est sorti que dans une salle en France[1], avant de sortir en DVD en avril 2009[2].
- Le film est sorti directement en vidéo aux États-Unis (puis à la télévision le 5 novembre 2006 sur Lifetime), en Allemagne et au Royaume-Uni.
- Le film fut tourné à Melbourne (Australie)[3].